# Лукьяновский народный дом
Лукья́новский наро́дный дом (укр. Лук'я́нівський наро́дний буди́нок) — памятник истории и архитектуры в Киеве, Украина. Находится в исторической местности Лукьяновка, по адресу ул. Дегтярёвская, 5.
Лукьяновский народный дом основан в 1897 году Юго-Западным отделением Общества трезвости и сначала размещался в небольшом деревянном здании. В 1900—1902 годах по проекту архитектора М. Г. Артынова для Народного дома построено отдельное здание. В 1920-х годах здание перешло к профсоюзной организации трамвайного парка им. В. И. Ленина, в нём разместился Клуб трамвайщиков. Во время Второй мировой войны в здании располагался госпиталь. После 1945 года и до начала 2000-х годов здесь находился Дом культуры Киевского трамвайно-троллейбусного управления. В 2005 году решением Киевсовета было создано учреждение культуры «Киевская Малая опера», которому и передали здание.

## Архитектура
Здание Лукьяновского народного дома кирпичное, оштукатуренное, двухэтажное, с плоскими перекрытиями, имеется подвальный разветвленный этаж. В подвальном этаже находилось большое количество комнат (ванных, душевых, комнат для отдыха — предусмотренных для укрытия во время налета вражеских бомбардировщиков), а также два запасных выхода, преусмотренных на случай обрушения здания — один с тыла здания (в 1970-х гг. выходящий через трубу перед окнами туалета на втором этаже), второй через канализационный люк (засыпанный уже к 1970-х гг., выходящий перед входом в Летний Зелёный кинотеатр в тылу здания Клуба Трамвайщиков, который (Зелёный театр) к 1970-х гг. перестал функционировать). Крыша высокая, сложной конфигурации. На ней имеются вентиляционные трубы, выполняющие также декоративную функцию. По центру главного и бокового фасадов в крыше прорезаны большие чердачные окна полуциркульной формы, обрамлённые кокошниками. Фасады стилизованы под формы русской архитектуры XVII века, напоминают сказочный терем. Главный фасад трёхдольный. Центральный ризалит отличается от боковых долей широкими прорезами дверей на первом этаже и окон на втором. Окна боковых долей узкие, на втором этаже стрельчатой формы, простенки между ними украшены пилястрами и трёхчетвертными колоннами. Углы фасадов и ризалита оформлены ярусными лопатками, рустированными в нижней части и с бочковидными полуколоннами и филёнками в верхней части, увенчаны кокошниками. Дворовой фасад имеет центральный трёхгранный ризалит, акцентированный на первом этаже лучковым окном, а на втором — балконом. Первоначально ризалит главного фасада был также выделен балконом гранёной в плане формы, углы его завершались высокими шпилями. Балкон и шпили впоследствии были утрачены.
Интерьеры имеют симметричную объёмно-пространственную структуру. На первом этаже расположен вестибюль, на втором — зрительный зал, первоначально рассчитанный на 550 человек. Вокруг них группировались другие помещения — библиотека, столовая, чайная, ночлежный приют, амбулатория, классы. В 1972—1974 годах проведён ремонт с перепланировкой внутренних помещений, были достроены лестницы в глубине вестибюля и в правом крыле. В 1950-е годы потолки украшены лепкой. В 2022 году здание получило повреждения от взрывной волны при обстреле Киева во время вторжения России на Украину.

## Культурно-историческое значение

### Народный дом
Лукьяновский народный дом был создан по инициативе преподавателей Киевского университета св. Владимира обществом трезвости, председателем которого был врач-психиатр и профессор университета И. А. Сикорский. В здании находилась канцелярия Киевского городского комитета попечительства о народной трезвости, председателем комитета был педагог и деятель просвещения Т. Г. Лубенец. В ведании этого комитета находился сам народный дом.
В народном доме действовали дешёвая столовая, ночлег для приезжих, бесплатная библиотека и амбулатория, кинематограф, театр с собственной библиотекой, в книгохранилище организован музей учебников. Работали вечерние классы — общеобразовательный и женского рукоделия, устраивались научно-популярные чтения и выставки. Чайная народного дома служила одновременно просветительским центром и музеем — здесь имелись материалы, популяризующие здоровый образ жизни, энциклопедии, а также образцы инструментов, верстаков, ульев. Сельскохозяйственный синдикат устроил экспозицию хлебных злаков и трав, а общество плодоводства — своих изделий. В подвальном помещении работала мастерская по изготовлению предметов для пчеловодства.

### Украинский рабочий клуб
В 1917 году здание передали Украинскому рабочему клубу. В клубе прошли выступления ряда украинских театров. Начались они 4 апреля спектаклем «Отцовская сказка» И. К. Карпенко-Карого, в этом представлении участвовали И. А. Марьяненко и С. Ф. Паньковский. Затем были представления «Молодого театра» Леся Курбаса, «Кружка украинских артистов» под руководством М. М. Старицкой. В 1919 году в клубе создан самодеятельный рабочий театр с постоянным режиссёром и несколькими профессиональными актёрами, среди которых была будущая народная артистка УССР Л. М. Гаккебуш.